# День вар'ята
«День вар'ята» (пол. Dzień świra) — польський комедійний драматичний фільм 2002 року про один день з життя Адася Мяучинського, розчарованого, розлученого вчителя середнього віку, який страждає на обсесивно-компульсивний розлад. У фільмі, автором сценарію і режисером якого є Марек Котерський, знялися Марек Кондрат, Яніна Трачикувна, Анджей Ґрабовський, Міхал Котерський, Йоанна Сенкевич і Моніка Доннер-Трелінська. Це шостий фільм у дев'ятисерійному циклі фільмів про героя Мяучинського. Кожна історія показує окремий аспект або епоху його життя, часто з невеликим зв'язком між ними.
Серед іншого, «День вар'ята» здобув кілька призів на Польській кінопремії 2003 року: Кондрат отримав нагороду за найкращу чоловічу роль, а Котерський — за найкращий сценарій. На 27-му Польському кінофестивалі Котерський отримав «Золотого лева» та нагороду Польської асоціації кінематографістів за «творче відображення дійсності», Кондрат — за найкращу чоловічу роль, а Марія Чіларецька — за звук. Фільм отримав дві нагороди «Орел» — за найкращу чоловічу роль та найкращий сценарій. «День вар'ята» також отримав Приз президента Асоціації польських кінематографістів.

## Акторський склад
- Марек Кондрат — Адась Мяучинський
- Яніна Трачикувна — мати Адася
- Анджей Ґрабовський — Ранчка
- Міхал Котерський — Сильвусь
- Йоанна Сенкевич — колишня Адася
- Моніка Доннер-Трелінська — Ела